# Thirza Ruiz
Thirza Ruíz Zapata (Caracas, 1949) es una botánica venezolana.
Desarrolla sus actividades de investigación taxonómica en el Laboratorio de Botánica Sistemática. Instituto de Botánica Agrícola. Facultad de Agronomía, de la "Universidad Central de Venezuela".

## Algunas publicaciones
- sirli Leython, thirza ruíz-Zapata. 2006a. Leguminosae de un bosque estacional La Trilla, Parque Nacional “Henri Pittier”, Estado Aragua, Venezuela. Ernstia 16(2) 2006: 81-94

- thirza ruíz Zapata. 2006b. Cleome L. (Capparaceae) en el Estado Aragua, Venezuela. Acta Bot. Venez. [online] 29 ( 2 ): 315-334 en línea ISSN 0084-5906

- --------------------------. 2006c. Capparis L. Subgénero Calanthea DC. en Venezuela. Ernstia [online] 16 (2 ): 111-127 en línea ISSN 0252-8274

- --------------------------. 2004. Capparaceae del estado Táchira, Venezuela. Ernstia 14 (1-4): 1-26

- e. Noguera, thirza ruíz Zapata. 2002a. Flórula del cerro La Gruta, San Sebastián, estado Aragua, Venezuela. Ernstia 12 (3-4): 113-136

- thirza ruíz Zapata. 2002b. Capparaceae del Parque Nacional Henri Pittier, Venezuela. Ernstia 12(3-4): 137-172

- --------------------------. 2000. El género Cleome L. (Cleomoideae-Capparaceae) en el estado Falcón, Venezuela. Ernstia 10(2): 47-73

- --------------------------, h.h. Iltis. 1998. Capparaceae. En: Flora of the Venezuelan Guayana. Vol. 4: Caesalpiniaceae-Ericaceae (Berry, P.E., B.K. Holst & K. Yatskievych, eds.), pp. 132-157. Missouri Botanical Garden Press, St. Louis

- --------------------------. 1997. Los géneros de las plantas de la familia Capparidaceae de Venezuela. BioLlania 13: 33-46

- --------------------------. 1994a. Biología reproductiva y taxonomía del género Cleome L. (Capparidaceae) en Venezuela. Tesis doctoral. Facultad de Ciencias. Universidad Central de Venezuela. Caracas, Venezuela

- --------------------------. 1994b. Cuatro especies de Cleome L. (Capparidaceae) nuevas para Venezuela. Acta Bot. Venez. 17: 7-18

- --------------------------. 1990. Capparis pulcherrima Jacq., un nuevo registro para la flora de Venezuela. Ernstia 58-60: 41-4

- --------------------------. 1989. Cleome rutidosperma DC. (Capparidaceae), un nuevo registro para la flora de Venezuela. Ernstia 56: 19-22

- La abreviatura «T.Ruíz» se emplea para indicar a Thirza Ruiz como autoridad en la descripción y clasificación científica de los vegetales.[1]